# 賈得熙
賈得熙（韓語：가득희，1984年4月22日—），韓國女演員。2008年KBS21期公開招募演員。

## 演出作品

### 電視劇
- 2009年：KBS《夥伴們》
- 2010年：MBC《逆轉女王》飾演 夫敏亞
- 2011年：KBS《公主的男人》飾演 柳氏夫人
- 2011年：MBC《絕不認輸》飾演 賈得熙
- 2011年：MBN《來了來了終於來了》飾演 諾拉張
- 2012年：tvN《仁顯王后的男人》飾演 趙秀景
- 2012年：MBC《黃金時刻》飾演 徐孝恩
- 2013年：tvN《Nine：九回時間旅行》飾演 金有進（1992年）
- 2013年：MBC《龜巖許浚》飾演 世熙
- 2013年：MBC《帝王之女守百香》飾演 羅銀
- 2014年：MBC《我人生的春天》飾演 周世娜
- 2015年：MBC《甜蜜的家族》飾演 朴宣英
- 2016年：MBC《給予幸福的人》飾演 孫茗善
- 2020年：tvN《(了解得不多也無妨) 是一家人》飾演 徐京玉

### 電影
- 2016年：《那天的氛圍》

## 外部連結
- NAVER搜索 （页面存档备份，存于）